# Ataque a Uri em 2016
O ataque em Uri em 2016 foi um ataque de quatro militantes fortemente armados em 18 de setembro de 2016, perto da cidade de Uri, no estado indiano de Jamu e Caxemira. Foi relatado como "o mais mortífero ataque às forças de segurança na Caxemira em duas décadas". O grupo militante Jaish-e-Mohammed foi acusado pela Índia de estar envolvido no planejamento e execução do ataque. Na época do ataque, a região do Vale da Caxemira estava no centro da agitação.

## Contexto
Desde 2015, os militantes estão cada vez mais ocupados com os ataques fedayn contra as forças de segurança indianas: em julho de 2015, três homens armados atacaram uma estação de ônibus e um departamento de polícia em Gurdaspur e no início de 2016, 4 a 6 homens atacaram a Estação da Força Aérea de Pathankot. As autoridades indianas culparam o Jaish-e-Mohammad pelo último ataque.
Além disso, desde 8 de julho de 2016, o estado indiano de Jamu e Caxemira vem passando por uma agitação contínua após o assassinato de Burhan Wani, um líder militante popular entre os jovens do estado. O assassinato desencadeou protestos violentos contra o governo indiano no vale, levando os protestos a serem descritos como os "maiores protestos anti-Índia" contra o domínio indiano nos últimos anos. 

## Ataque
Por volta das 5:30 do dia 18 de setembro, quatro militantes atacaram uma sede da brigada do Exército indiano em Uri, perto da Linha de Controle, em uma emboscada antes do amanhecer. Dizem que eles lançaram 17 granadas em três minutos. Como um acampamento administrativo com barracas pegou fogo, 17 funcionários do exército foram mortos durante o ataque. Mais 19 a 30 soldados teriam sido feridos. Um tiroteio durou seis horas, durante as quais todos os quatro militantes foram mortos. As operações continuaram a expulsar terroristas adicionais que se pensava estarem vivos.
A maioria dos soldados mortos era do 10.º Batalhão, do Regimento Dogra e do 6.º Batalhão do Regimento de Bihar. Um dos soldados feridos sucumbiu aos seus ferimentos em 19 de setembro no Hospital em Nova Delhi, seguido por outro soldado em 24 de setembro, elevando o número de mortos para 19.
Acredita-se que tais ocorrências tenham sido resultado da falta de tendas de transição anti-chamas. Também ocorreu durante a troca de tropas, quando as tropas de Bihar estavam substituindo tropas de Dogra. As tropas de entrada foram alojadas em tendas, que normalmente são evitadas em áreas sensíveis ao redor da linha de controle, como Uri. Os atacantes entraram sorrateiramente no acampamento violando a pesada segurança e pareciam saber exatamente onde atacar. Sete dos funcionários mortos eram funcionários de apoio, incluindo cozinheiros e barbeiros.

## Rescaldo
Em 19 de setembro, o Ministro do Interior Rajnath Singh, o Ministro da Defesa Manohar Parrikar, o Chefe do Estado Maior Dalbir Singh, o Conselheiro de Segurança Nacional Ajit Doval e outros funcionários dos ministérios Casa e Defesa se reuniram para rever a situação de segurança na Caxemira, particularmente nas áreas ao longo do Linha de controle. A Agência Nacional de Investigação apresentou um primeiro relatório de informação sobre o ataque e assumiu a investigação da Polícia de Jamu e Caxemira em 20 de setembro.
A empresa de vôos comerciais Pakistan International Airlines cancelou vôos para algumas partes da Caxemira em 21 de setembro, após o ataque. A segurança em torno da instalação do exército em Uri foi intensificada após o ataque, enquanto soldados do lado indiano e paquistanês da Linha de Controle foram colocados em alerta máximo.

### Adiamento da Cúpula da SAARC
Na esteira do ataque, a Índia cancelou sua participação na 19ª cúpula da SAARC a ser realizada em novembro em Islamabade, Paquistão. O Ministério das Relações Exteriores emitiu um comunicado dizendo: "A Índia comunicou à atual Presidente da SAARC que o aumento dos ataques terroristas transfronteiriços na região e a crescente interferência nos assuntos internos dos Estados Membros por um país criaram um ambiente que não é conducente à realização bem-sucedida da 19ª Cúpula da SAARC em Islamabade em novembro de 2016". "Nas circunstâncias prevalecentes, o governo da Índia não pode participar da cúpula proposta em Islamabad", disse o comunicado.
Sobre a retirada da Índia da cúpula agendada da SAARC em Islamabade, o Ministério das Relações Exteriores do Paquistão classificou a retirada como "lamentável" e publicou uma tréplica afirmando: "Quanto à desculpa usada pela Índia, o mundo sabe que é a Índia que tem perpetrado e financiado o terrorismo no Paquistão." A declaração incluiu uma referência ao cidadão indiano Kulbhushan Jadhav, detido pelo Paquistão por espionagem, e acusou a Índia de violar as leis internacionais interferindo no Paquistão.
Mais tarde, Afeganistão, Bangladesh e Butão também se retiraram da cúpula. Em 30 de setembro de 2016, o Paquistão afirmou que a cúpula marcada para 9 e 10 de novembro em Islamabade seria realizada em uma data alternativa.

### Retaliação indiana
Em 29 de setembro, onze dias após o ataque, o Exército indiano realizou "greves cirúrgicas" retaliatórias sobre o que chamou de "plataformas de lançamento" usadas por militantes na Caxemira administrada pelo Paquistão. O Diretor Geral Indiano de Operações Militares (DGMO) disse que fez um ataque preventivo contra "equipes terroristas" que estavam se preparando para "realizar infiltrações e ataques terroristas dentro de Jamu e Caxemira e em vários metrôs em outros estados". The Economist informou que pequenas equipes de comandos indianos cruzaram a Linha de Controle e atacaram os esconderijos, matando cerca de uma dúzia de militantes.

### Boicote bilateral
Após o alvoroço após o ataque Uri, a Associação Indiana de Produtores de Filmes (IMPPA) decidiu banir todos os atores, atrizes e técnicos paquistaneses que trabalham na Índia até que a situação volte ao normal. Os artistas de Bollywood ficaram divididos com a proibição, com alguns justificando-a enquanto alguns questionavam seus benefícios. O canal de entretenimento de TV da Índia, Zindagi anunciou a interrupção da exibição de programas de TV paquistaneses no canal. O governo paquistanês respondeu em outubro com uma proibição geral de toda a programação indiana de televisão e rádio no Paquistão.
O Conselho de Controle de Críquete na Índia (BCCI, na sigla em inglês), órgão nacional de críquete na Índia, descartou a possibilidade de reativar os laços de críquete bilaterais com o Paquistão no futuro próximo. O BCCI também pediu ao International Cricket Council (ICC) para não agrupar equipes de críquete indianas e paquistanesas em torneios internacionais, tendo em mente as tensões entre os dois países. A Badminton Association of India, órgão governamental para o badminton na Índia, decidiu boicotar o Pakistan International Series, programado para ser realizado em Islamabade em outubro, como um ato de "solidariedade" com a ofensiva diplomática do governo contra o Paquistão.

## Investigação
Uma investigação inicial sobre o ataque indicou que houve vários lapsos processuais no campo. De acordo com os procedimentos de segurança padrão, qualquer grama alta e arbustos ao redor de instalações de segurança vitais devem ser cortados. No entanto, este procedimento não foi seguido pelo campo de Uri, que poderia ter permitido que os terroristas se infiltrassem no campo sem serem detectados, usando grama alta e arbustos ao redor do perímetro. Além disso, a sonda também indicou que dois postos de guarda tripulados não conseguiram detectar a intrusão porque a coordenação entre eles poderia ter sido fraca. Também indicou que os terroristas haviam se infiltrado no território indiano através da passagem de Haji Pir na noite intermediária de 16 a 17 de setembro e ficaram na vila de Sukhdar, que está localizada em um ponto de vista que permite uma visão desimpedida do layout do campo, bem como do movimento de pessoas.

### Perpetradores
O diretor-geral das operações militares, tenente-general Ranbir Singh, disse que havia provas que os atacantes pertenciam ao Jaish-e-Mohammad. Ele estabeleceu um contato de linha direta com seu colega paquistanês e transmitiu a séria preocupação da Índia com a questão. O tenente-general Ranbir Singh também afirmou que os militantes usaram munição incendiária para atear fogo nas tendas. 
O Ministério das Relações Exteriores da Índia declarou que "nos incidentes recentes, recuperamos uma série de itens que incluem GPS dos corpos de terroristas com coordenadas que indicam o ponto e a hora da infiltração no LoC e a rota subsequente ao local do ataque terrorista; granadas com marcas paquistanesas; folhas de matriz de comunicação; equipamento de comunicação; e outras lojas feitas no Paquistão, incluindo alimentos, remédios e roupas".
Enquanto, em 29 de setembro, funcionários da Agência Nacional de Investigação disseram que "até o momento, poucas evidências surgiram ligando os executores do ataque terrorista em Uri aos grupos jihadistas no Paquistão".
O ex-general paquistanês Pervez Musharraf disse que as armas que a Índia reportou como usadas por militantes, e que teriam marcas paquistanesas, poderiam ser obtidas em qualquer parte do mundo, não apenas no Paquistão. Musharraf disse ainda que, uma vez que muitas armas americanas caíram inadvertidamente nas mãos do Taleban, é possível que armas paquistanesas tenham sido adquiridas pelos perpetradores sem envolvimento do Paquistão.
Em 25 de setembro, o Exército indiano disse que dois cidadãos paquistaneses de Caxemira Livre foram presos pela Força de Segurança de Fronteira no setor de Uri. Diz-se que eles foram recrutados por Jaish-e-Mohammad há dois anos com o propósito de atuar como guias para grupos infiltrados no setor de Uri. Esses guias não tiveram um papel no ataque Uri. Eles estavam sendo interrogados por coletar informações sobre tentativas de infiltração. O Paquistão negou essas alegações. No dia 26 de fevereiro de 2017, a Agência Nacional de Investigações da Índia (NIA) decidiu apresentar um relatório de fechamento após não conseguir encontrar qualquer evidência contra os dois homens que eles acusaram de facilitar o ataque à base do exército Uri.
Em 25 de outubro de 2016, a mídia indiana informou que os "cartazes" de rua em Gujranwala, Paquistão, atribuídos ao Lashkar-e-Taiba (LeT) reivindicaram a responsabilidade pelo ataque Uri. Os cartazes afirmavam que um dos combatentes do LeT, Mohammad Anas, codinome Abu Saraqa, morreu no ataque Uri, e haveria uma oração fúnebre seguida por um discurso do chefe do LeT, Hafiz Saeed, em 25 de outubro. O cartaz também alegou a morte de 177 soldados indianos no ataque Uri. Depois que as imagens do pôster circularam na Internet, a organização alegou que era uma farsa. Abbas Nasir, ex-editor do Dawn, confirmou o relatório sobre os cartazes no Twitter, mas afirmou que as orações do funeral foram adiadas.

## Reações

### Índia
O Primeiro Ministro Narendra Modi e membros de seu gabinete condenaram o ataque. O ministro da Defesa, Manohar Parrikar, e o chefe do Exército indiano, general Dalbir Singh, visitaram a Caxemira logo após o ataque para avaliar as operações militares em andamento e rever a situação de segurança na região. Parrikar instruiu o exército a tomar medidas firmes contra os responsáveis pelo ataque e também declarou que as mortes dos soldados "não serão em vão". O ministro do Interior, Rajnath Singh, acusou o Paquistão do que chamou de "apoio contínuo e direto ao terrorismo e a grupos terroristas", chamando o Paquistão de "estado terrorista" que deveria ser "isolado". O Ministro de Estado da Defesa, Subhash Bhamre, declarou que "a nação inteira ficou traumatizada" com a morte dos soldados e estava "unida nesta hora de luto". Ele também afirmou que o Primeiro Ministro, o Ministro do Interior e o Ministro da Defesa chegaram à conclusão de que algum tipo de "resposta" precisa ser dada ao Paquistão.
O ministro de Estado das Relações Exteriores, Sushma Swaraj, e o ex-chefe do Exército, Vijay Kumar Singh, afirmaram que a Índia dará uma "resposta adequada" ao ataque. Ele convocou as Forças Armadas Indígenas para aumentar sua segurança e descreveu uma resposta fria e calculada como a necessidade da hora. Ele também pediu uma investigação sobre as deficiências que levaram ao ataque, afirmando que o Exército deveria decidir sua resposta "friamente" com um planejamento adequado. Muitos Políticos indianos e figuras públicas condenaram o ataque. Ex-diplomatas indianos e especialistas em política externa disseram que a Índia havia sido empurrada para a parede e que uma resposta medida e eficaz era necessária. O Congresso Nacional Indiano de oposição disse que não havia mais espaço para um diálogo construtivo com o Paquistão.
Mais tarde, no mesmo dia, a Índia pediu ao Conselho de Direitos Humanos da ONU que intercedesse junto ao Paquistão, pondo fim à infiltração transfronteiriça e desmantelando a infra-estrutura militante não-estatal, como Hafeez Saeed (chefe do Lashkar-e-Taiba) e Syed Salahuddin (o chefe do Hizbul Mujahideen ) que poderiam realizar grandes manifestações nas principais cidades do Paquistão. Sugeriu que o apoio ativo a esses grupos se tornou "normal" no Paquistão. Alegou que a "tolerância zero" à militância não estatal era uma obrigação internacional. O governo indiano convocou o enviado paquistanês e entregou-lhe um dossiê que alegava envolvimento paquistanês, além de um alerta de que o Paquistão precisa controlar os militantes que eles dizem operar do Paquistão.
Em 24 de setembro, o primeiro-ministro Modi respondeu formalmente ao ataque durante uma manifestação do BJP em Kozhikode, Kerala; em seu discurso, ele acusou o Paquistão de ser responsável pelo ataque, dizendo que a Índia "nunca esquecerá" Uri e que "não deixaria pedra sobre pedra para isolar o Paquistão no mundo". Ele convocou os cidadãos da Índia e do Paquistão para lutar contra a pobreza. "Eu quero dizer que a Índia está pronta para uma guerra. A Índia está pronta para uma guerra contra a pobreza. Que ambos os países lutem para ver quem erradicará a pobreza primeiro. Eu quero dizer aos jovens do Paquistão, vamos ter uma guerra contra o desemprego. Eu quero chamar as crianças no Paquistão, declarar guerra ao analfabetismo. Vamos ver quem vence".
Em resposta adicional ao ataque, em 26 de setembro, o governo indiano declarou que iria exercer seus direitos sob o Tratado das águas do rio Indus de 1960, e expandiria a utilização de seus rios através de Jamu e Caxemira. As conversas sob a égide da Comissão Permanente do Indus, às quais quaisquer disputas podem ser submetidas, cessariam "até que o terror chegue ao fim". O corpo havia se encontrado mais recentemente em julho de 2016. Posteriormente, o governo declarou que revisaria o status de comércio da nação mais favorecida do Paquistão (MFN), que a Índia concedeu em 1996.

### Paquistão
O Ministério das Relações Exteriores do Paquistão rejeitou as alegações da Índia de envolvimento no ataque. O ministério afirmou que a Índia tem uma "tendência" de acusar o Paquistão por incidentes dentro de seu território, acrescentando que "no passado, muitos indianos estavam envolvidos nos atos terroristas pelos quais a Índia culpou o Paquistão". O ministério considerou as declarações indianas como "vitriólicas". O Ministério das Relações Exteriores do Paquistão também acusou o governo indiano de tentar desviar a atenção da situação dos direitos humanos na Caxemira, com uma referência à agitação civil em curso. Ele disse que a situação na Caxemira administrada pela Índia "não era do Paquistão, mas uma conseqüência direta da ocupação ilegal da Índia e de uma longa história de atrocidades", e que a reação da Índia de acusar o Paquistão sem investigações era "deplorável".
Durante uma conferência de imprensa em Londres, o primeiro-ministro paquistanês, Nawaz Sharif, relacionou o incidente com os recentes distúrbios e questões de direitos humanos na Caxemira. O ministro do Interior, Nisar Ali Khan, disse que havia várias contradições na mídia indiana sobre as evidências, e afirmou que a Índia estava impondo censura quando suas "mentiras foram expostas". O ministro da Defesa, Khawaja Muhammad Asif, disse que o ataque é um "trabalho interno", afirmando que nenhuma prova foi fornecida fundamentando as alegações da Índia, e que a Índia não leva a sério a solução da disputa na Caxemira. O enviado do Paquistão em Nova Déli, Abdul Basit, disse ao secretário de Relações Exteriores da Índia, S. Jaishankar, que a Índia busca desviar a atenção mundial das atrocidades do Estado na Caxemira, atribuindo o ataque ao Paquistão. Basit também acrescentou que, se a Índia levasse a sério as investigações, não deveria evitar que investigadores independentes a investigassem.
Nas horas seguintes ao ataque, os militares do Paquistão estabeleceram uma linha direta com os militares indianos. Os militares paquistaneses rejeitaram as acusações indianas, dizendo que a infiltração não era possível através da fortemente vigiada linha de contenção. O Diretor Geral de Operações Militares do Paquistão também pediu aos militares indianos para fornecer inteligência acionável.
O chefe do Exército do Paquistão, Raheel Sharif, afirmou que a Índia estava propagando uma "narrativa hostil" em resposta ao ataque e também afirmou que as forças armadas paquistanesas estavam "preparadas para responder a todo o espectro de ameaças diretas e indiretas".
Em resposta à suspensão da cooperação da Índia sobre o Tratado da Água do Indo, Sartaj Aziz disse que a Índia não pode revogar o tratado unilateralmente de acordo com as provisões do IWT e leis internacionais, e disse que tal medida seria tomada como um ato de "guerra e hostilidades". Aziz disse que o Paquistão se aproximaria do Conselho de Segurança da ONU naquele evento.
Sobre a retirada da Índia da cúpula agendada da SAARC em Islamabade, o Ministério das Relações Exteriores do Paquistão classificou a retirada como "lamentável" e publicou uma réplica: "Quanto à desculpa usada pela Índia, o mundo sabe que é a Índia que tem perpetrado e financiado o terrorismo". A declaração incluiu uma referência ao cidadão indiano Kulbhushan Jadhav, detido pelo Paquistão por espionagem, e acusou a Índia de violar as leis internacionais interferindo no Paquistão.